# Hermann-Josef Kuhna

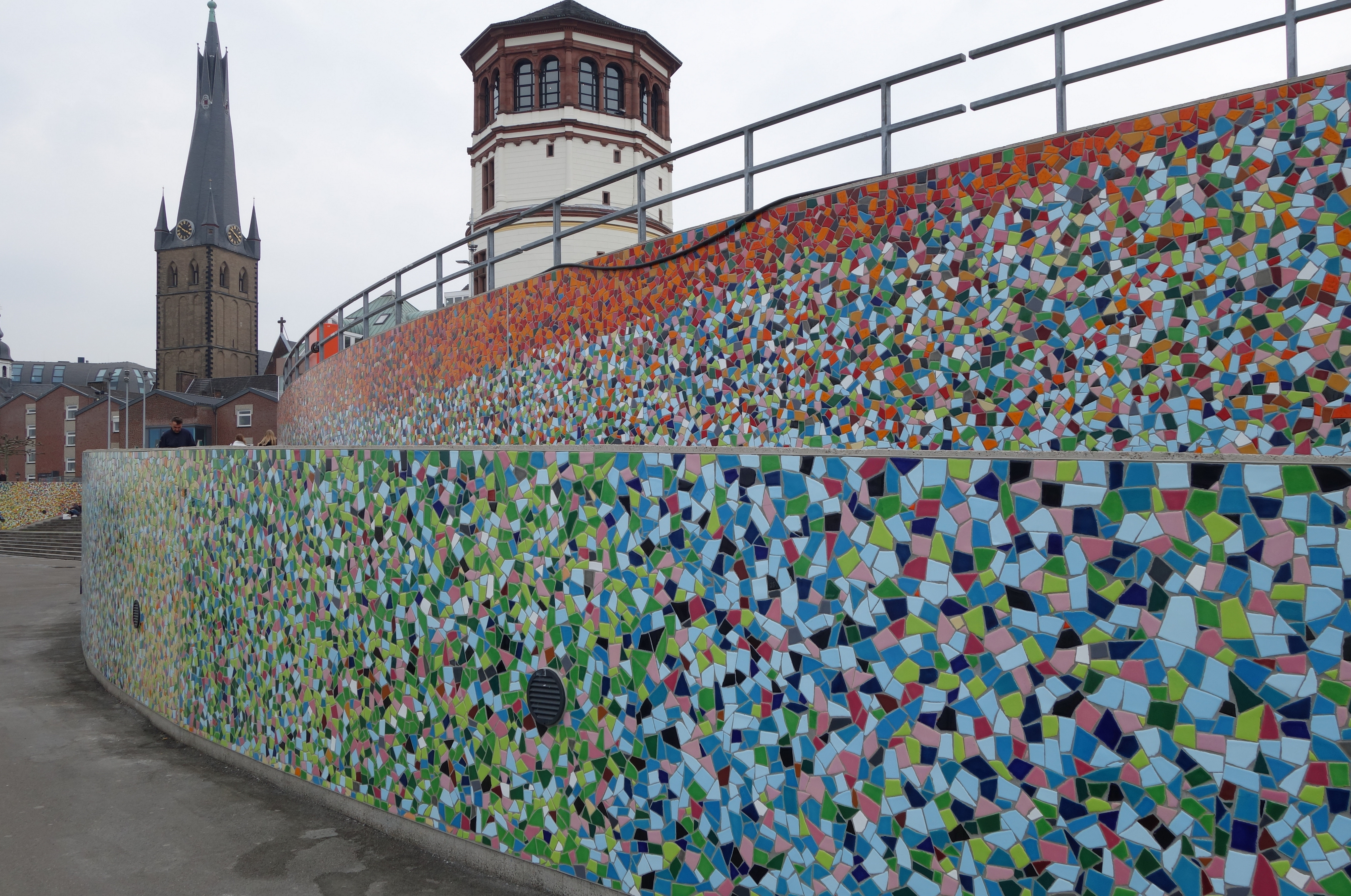
Mosaik am Abgang zum Rhein in Düsseldorf (zweite Version, Hermann-Josef Kuhna, 2017)

Hermann-Josef Kuhna (* 31. Dezember 1944 in Ottenhausen; † 6. November 2018) war ein deutscher Maler, der in Düsseldorf lebte und arbeitete.

## Leben und Werk
Kuhna studierte von 1964 bis 1969 an der Staatlichen Kunstakademie in Düsseldorf bei Karl Bobek, Kurt Arnscheidt und Gert Weber und arbeitete ab dem Wintersemester 1972 als Dozent am „Institut für Kunsterziehung, Abteilung Münster“ an der Kunstakademie Düsseldorf. Seit 1979 unterrichtete er als Professor an der Kunstakademie Münster.
Hermann-Josef Kuhna zählte zu den Künstlerpersönlichkeiten, die sich fast ausschließlich mit der Wirkung der Farbe auseinandergesetzt haben. Seine Malerei besteht aus kleinteiligen Flecken, aus einem Gewirr einzelner Farbkleckse. Durch das Flirren dieser Farbpunkte gewinnt Kuhnas Malerei eine Wirkung zwischen haptischer Präsenz und beinahe nur virtueller Erscheinung.
Zu Kuhnas Meisterschülern zählen Hugo Boguslawski, Matthias Brock, Dorothea Gelker, Eva Hollmann, Susanne Kamps, Stephanie Pech, Rebekka Lewe, Min Clara Kim, Dorothea Schüle, Gan-Erdene Tsend, Marion Große-Wöstmann.